# Rudolf von Gottschall
Rudolf Karl Gottschall (puis von Gottschall à compter de 1877 ; né le 30 septembre 1823 à Wrocław et mort le 21 mars 1909 à Leipzig) est un dramaturge, poète, historien et critique littéraire prussien.

## Biographie
Il naît à Breslau, fils d'un officier d'artillerie prussien. Il fait ses études dans les gymnases de Mayence et de Cobourg, puis à Rastenburg en province de Prusse. En 1841, il entre à l'Université de Königsberg en tant qu'étudiant en droit, d’où il est expulsé en raison de ses opinions libérales franches. Les autorités académiques de Breslau et de Leipzig sont également intolérantes à son égard et ce n’est qu’à Berlin qu’il se trouve libre de poursuivre ses études. Au cours de cette période, il publie Lieder der Gegenwart (Chansons du présent, 1842) et Zensurflüchtlinge (Les Réfugiés de la censure, 1843) - les fruits poétiques de son enthousiasme politique. Il termine ses études à Berlin et il obtient le diplôme de docteur en jurisprudence à Königsberg, où il devient membre de la Hochhemia.
Ses opinions politiques font obstacle à sa carrière et Gottschall renonce à la loi pour se consacrer entièrement à la littérature. Il rencontre un succès immédiat et il débute comme dramaturge à Königsberg avec Der Blinde von Alcala (1846) et Lord Byron en italien (1847) ; il se rend ensuite à Hambourg où il occupe un poste similaire. Ses sympathies politiques et sociales avec le mouvement révolutionnaire de 1848 se manifestent dans les drames Wiener Immortellen (1848), Lambertine von Méricourt (1850) et Ferdinand von Schill (1851), ainsi que dans son premier recueil de poèmes, Gedichte (1850)), et dans une épopée lyrique, Die Göttin, ein hohes Lied vom Weibe (1853).
En 1852, il épouse Marie, baronne von Seherr-Thoss, et vit pendant quelques années en Silésie. À partir de ce moment, le style et le caractère de son travail deviennent plus sereins. Une épopée, Carlo Zeno, est suivie d’une comédie historique très réussie (d'après Eugène Scribe), Pitt und Fox (1854), et par des études littéraires et historiques, ainsi que poétiques.
En 1862, il prend la direction d'un journal, mais s'installe à Leipzig en 1864, où il est élevé, en 1877, par le roi de Prusse à un rang de noblesse héréditaire avec la particule « von », après avoir été fait conseiller secret de la Cour par le grand-duc de Weimar. Jusqu'en 1887, Gottschall a édité la Brockhaussche Blätter für litterarische Unterhaltung et le périodique mensuel Unsere Zeit. Il est mort à Leipzig.
Gottschall est également un joueur d'échecs réputé. Le Deutscher Schachbund (DSB, la fédération allemande des échecs) a été fondé à Leipzig le 18 juillet 1877 par des joueurs et des intellectuels tels qu'Adolf Anderssen, Rudolf Gottschall, Hermann Zwanziger, Max Lange et Carl Göring. Lors de la réunion qui suivit, le 15 juillet 1879 à Leipzig (1er congrès de l'ORD), soixante-deux clubs étaient devenus membres de la Fédération allemande des échecs (DSB). Le conseiller von Gottschall en devint président et Zwanziger secrétaire général. Le fils de Gottschall, Hermann von Gottschall, fut lui aussi un joueur d'échecs réputé.
Admirateur des œuvres de Leopold von Sacher-Masoch, il présente ce dernier au jeune éditeur Baumgärtmer. Grâce à cette rencontre, Sacher-Masoch pourra ainsi lancer la revue Auf der Höhe.